# Triptólemo
Triptólemo, (griego antiguo: Τριπτόλεμος; ‘guerrero triple’) era un semidiós y un héroe de la mitología griega; que aprendió de Deméter las artes de la agricultura y a su vez las enseñó a los griegos. Siempre se le relaciona con la Deméter de los misterios eleusinos que perduraron en el mundo griego y romano hasta la era cristiana. Suele ser descrito como hijo de uno de los reyes de Eleusis, entre ellos Céleo, Disaules o Raro.  
Se representaba a Triptólemo como un hombre joven con una rama o diadema en la cabeza, normalmente sentado en su carro alado de una sola rueda tirado por dragones o serpientes. Sus atributos incluyen un plato de grano, un par de espigas y un cetro. El carro probablemente simbolice el proceso de trillar el grano, siendo la rueda el círculo en el que giran los bueyes y las alas los bieldos con los que aventar, separando las cáscaras vacías del grano. Las serpientes simbolizaban el renacimiento y la fertilidad de la tierra.
Triptólemo no tiene una genealogía consistente y cada autor la modifica. Así Apolodoro da varias posibilidades acerca de sus padres, entre ellas Céleo (implícitamente) y Metanira, u Océano y Gea, o bien Eleusis, pues fue él a quien se dirigió Deméter.Pausanias cita otras variantes, como el hierofante Tróquilo y una mujer eleusina, o Raro y una hija innominada de Anfictión, o que su padre fue Céleo o bien Disaules. Los poetas latinos ya lo imaginaban como hijo de Céleo y Metanira, o de Eleusino y una tal Cotonea, o de Céleo y una tal Neera. También pudiera ser hijo de Polimnia y Céleo o Quimároo, hijo de Ares. Otros dicen simplemente que Triptólemo era uno de los autóctonos.  De Triptólemo y Deméter nació Anfíteo y este fue padre de Céleo.

## Biografía

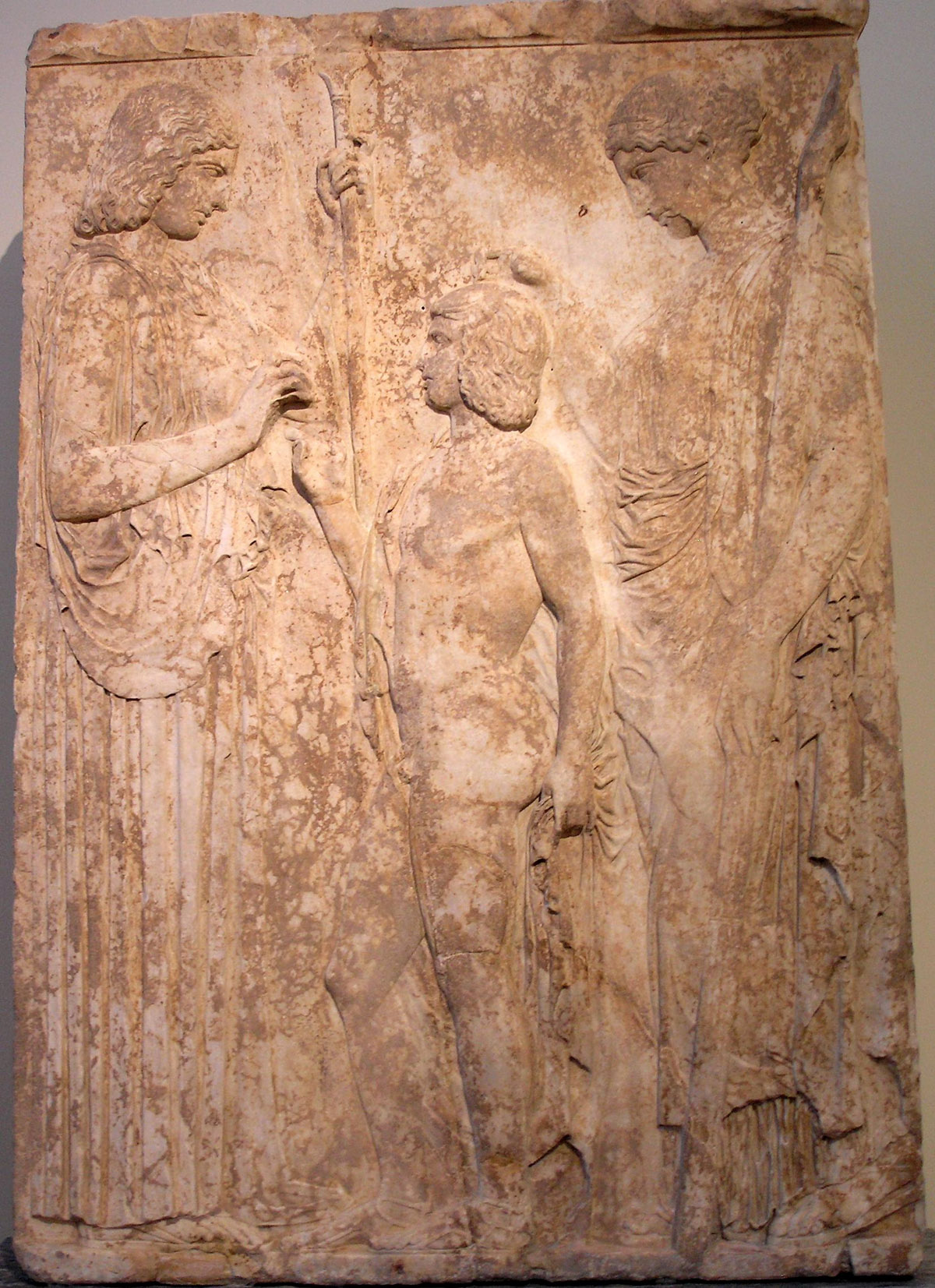
Triptólemo de pie entre Deméter y Perséfone, recibiendo espigas de trigo. Relieve votivo, 440-430a.C., Museo Nacional Arqueológico de Atenas.

Mientras buscaba a su hija Perséfone, Deméter llegó a Eleusis disfrazada como una anciana. Allí conoció a las hijas de Céleo, a quienes contó que se hacía llamar Doso, que era una cretense que había sido raptada por piratas y que podía realizar cualquier tarea doméstica que le diesen. Así conoció a Metanira, quien le pidió que cuidase de su hijo Demofonte, hermano de Triptólemo. Deméter se encariño con el niño y, queriendo hacerlo inmortal, por el día lo ungía con ambrosía como si fuese un dios y por la noche lo acostaba desnudo sobre carbones al rojo vivo para quitarle su carne mortal. Como Demofonte crecía más de lo normal, Praxitea, una mujer eleusina, vigiló a Deméter y terminó por sorprenderla mientras ponía al niño en el fuego. Entonces gritó, y el niño fue consumido por las llamas. 
Según otras fuentes, fue la propia Metanira quien vigilaba a Deméter y quien la sorprendió. Cuando la oyó lamentarse, Deméter quitó al niño del fuego y lo arrojó al suelo diciendo:

Insensatos sois los mortales... Pues habría hecho inmortal a tu hijo y no habría envejecido en su vida, pero ahora no puede escapar en modo alguno de la muerte.

Demofonte fue recogido del suelo y sus hermanas lo lavaron y abrazaron amorosamente, pero no lograron consolarlo, pues eran sus manos menos diestras. Fue entonces cuando Deméter se reveló como tal, cambiando su estatura y aspecto, apartando su vejez, y enseñó a Céleo y a los eleusinos los ritos que celebrarían en su honor.

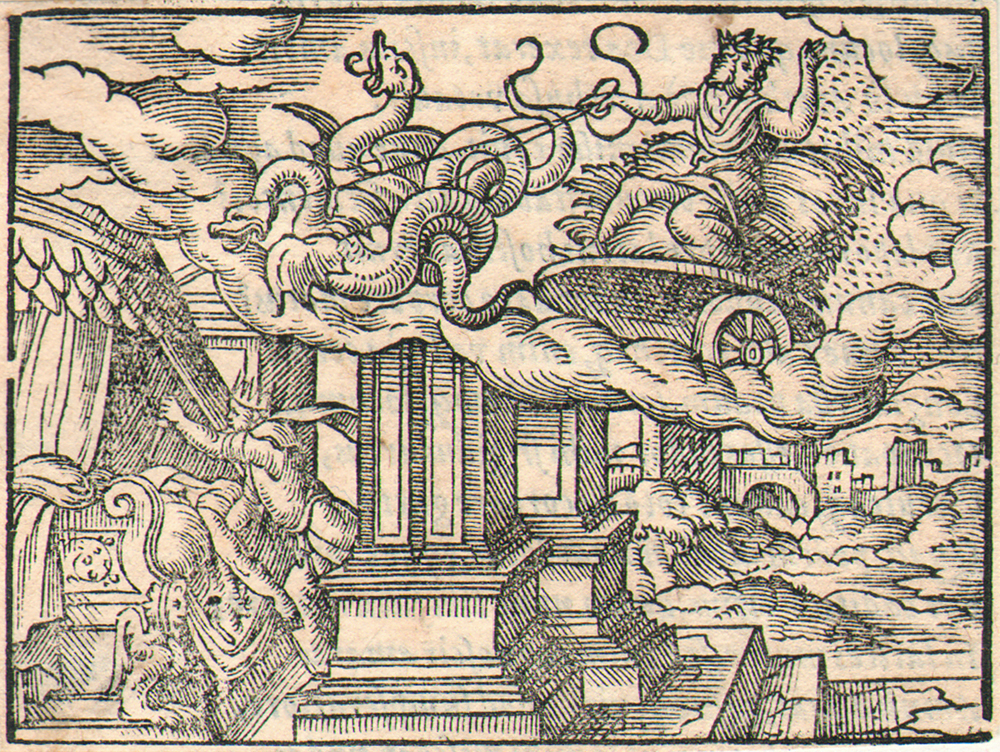
Grabado de Virgil Solis para una edición de 1581 de la obra de Ovidio Las metamorfosis: Triptólemo y Linco.

Deméter dio entonces a Triptólemo granos de trigo y un carro alado de una sola rueda tirado por dragones para que plantase las semillas desde el aire por toda la tierra. Le enseñó, de esta forma, el arte de la agricultura. A través de él, el resto de Grecia aprendió a plantar y segar cultivos. Según algunas versiones, fue así como la diosa agradeció a Triptólemo la información sobre su hija que este le había dado.
Cuando Triptólemo enseñó a Linco, rey de Escitia, las artes de la agricultura, este rehusó enseñarlas a sus súbditos y trató de matar a Triptólemo. Deméter lo transformó en lince. Triptólemo estaba igualmente relacionado con la concesión de esperanza para la otra vida asociada con la expansión de los misterios eleusinos.
A su muerte, Triptólemo también fue considerado como juez del inframundo.
En el arcaico himno homérico a Deméter, Triptólemo era uno de sus brevemente mencionados sacerdotes originales y uno de los primeros hombres en aprender los ritos secretos y los misterios eleusinos. Diocles, Eumolpo, Céleo y Polixeno fueron los demás sacerdotes originales. El papel de Triptólemo en los misterios eleusinos estaba exactamente definido: «tenía su propio culto, separado de los Misterios. Uno entraba en su templo de camino al clausurado recinto sagrado, antes de llegar al antiguo Hekataion, el templo de Artemisa fuera del gran Propylaia». En el bajorrelieve del siglo V del Museo Nacional de Atenas, que probablemente proceda de este templo, el muchacho Triptólemo aparece entre las diosas Deméter y Core, y recibe de la primera la espiga de trigo (de oro, hoy perdida).
El filósofo Porfirio atribuye a Triptólemo tres mandamientos para una vida sencilla y piadosa: «Honrar a tus padres», «Honrar a los dioses con frutas» (para los griegos, las «frutas» incluían el grano) y «Respetar a los animales».
Céleo o el campesino Disaules podrían ser sustitutos de Triptólemo como receptor primordial de los primeros dones de los misterios eleusinos.